# Julio Allard
Julio Allard Pinto (La Serena, 11 de junio de 1885-Viña del Mar, 29 de mayo de 1975) fue un político y militar chileno.

## Biografía
Hijo de Leonidas Allard Larraguibel y Rita Pinto. Se casó con su prima hermana Mercedes Aguirre Pinto, hija de terratenientes de la cuarta región de Chile. Entró a la Armada de Chile, donde capitaneó varias embarcaciones emblemáticas para el país, tales como la Baquedano. En 1938 fue designado Comandante en Jefe de la Armada de Chile; anteriormente había dirigido muchos servicios de la armada, pero este es el más alto que alcanzó, con el rango de Vicealmirante. En enero de 1944 debió abandonar su cargo en la armada para asumir el puesto de ministro del Interior de Chile en el gobierno del Presidente Radical Juan Antonio Ríos, en reemplazo de Raúl Morales Beltramí. Después de Hernán Figueroa, es el Ministro del Interior que menos duró en dicho cargo en el gobierno de Juan Antonio Ríos. Luego de su corto paso por la cartera del Interior, dejó el cargo, que asumió Osvaldo Hiriart.
No se sabe exactamente dónde nació, pero su familia procedía de La Serena.